# Chunya (Distrikt)
Chunya ist ein Distrikt der Region Mbeya des Staates Tansania mit dem Verwaltungssitz in der Stadt Chunya. Der Distrikt grenzt im Norden an die Region Tabora, im Osten an die Regionen Singida und Iringa und an den Distrikt Mbarali, im Süden an den Distrikt Mbeya und im Westen an die Region Songwe.

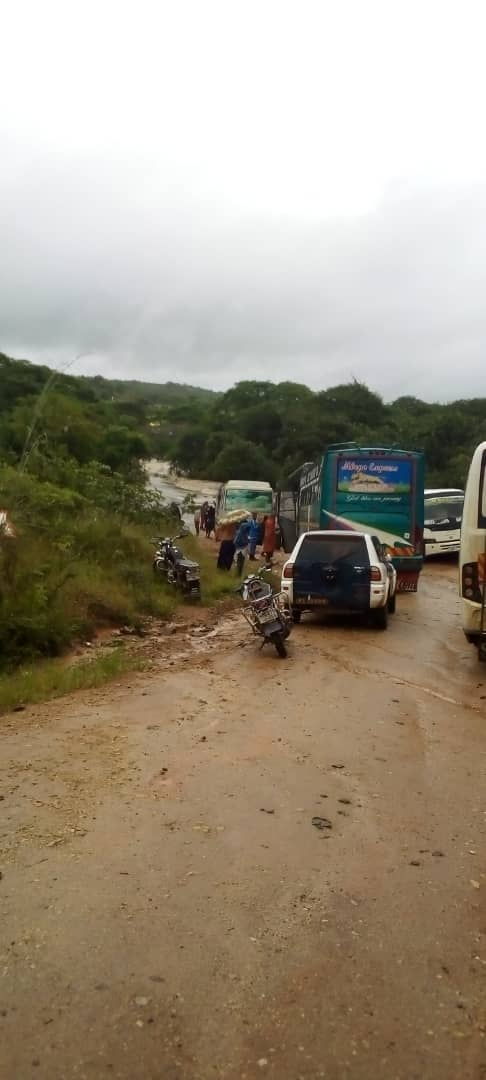
Die Straße von Makongorosi nach Chunya bei Regen (2020).

## Geographie
Der Distrikt hat eine Größe von 13.143 Quadratkilometer und 344.471 Einwohner (Volkszählung 2022). Er liegt auf dem zentralen Hochplateau von Tansania in einer Höhe von rund 1200 Meter mit Erhebungen bis 1700 Meter über dem Meeresniveau. Die Hauptstadt liegt in 1442 Meter Seehöhe. Die Entwässerung erfolgt in den Rukwasee im Westen. Das Klima ist tropisch, Aw nach der effektiven Klimaklassifikation. Die Niederschläge variieren je nach Lage von 500 bis 1000 Millimeter im Jahr. Von Mai bis September ist es sehr trocken, die Niederschläge fallen hauptsächlich in den Monaten Dezember bis März. Die Durchschnittstemperaturen liegen zwischen 21 und 23 Grad Celsius.

## Geschichte
Der Name Chunya stammt von einem kleinen Bach nahe der Stadt Chunya. Mit der Gründung der Region Songwe im Jahr 2016 wurde der Distrikt Chunya geteilt. Der westliche Teil wurde zum Distrikt Songwe der Region Songwe, der östliche Teil verblieb als verkleinerter Distrikt Chunya bei der Region Mbeya.

## Verwaltungsgliederung
Chunya besteht aus 20 Bezirken (Wards).
- Bwawani
- Chalangwa
- Chokaa
- Ifumbo
- Itewe
- Kambikatoto
- Kasanga
- Lualaje
- Lupa
- Mafyeko
- Makongolosi
- Mamba
- Matundasi
- Matwiga
- Mbugani
- Mkola
- Mtanila
- Nkung'ungu
- Sangambi
- Upendo

## Bevölkerung
Die größten Ethnien im Distrikt sind die Bungu and Kimbu.
Bevölkerungswachstum:
| Volkszählung | Einwohner |
| ------------ | --------- |
| 2002         | 105.882   |
| 2012         | 156.786   |
| 2022         | 344.471   |

## Einrichtungen und Dienstleistungen
- Gesundheit: Im Distrikt befinden sich ein Krankenhaus, drei Gesundheitszentren und 21 Apotheken.[12]

## Wirtschaft und Infrastruktur
- Landwirtschaft: Fast neunzig Prozent der Bevölkerung leben von der Landwirtschaft. Die Hauptanbauprodukte sind Mais, Bohnen, Hirse, Erdnüsse, Süßkartoffeln, Maniok, Sonnenblumen und Tabak.[13] Zusätzlich zum Ackerbau wird Viehzucht betrieben. Im Jahr 2017 hielten die Bauern in Chunya 140.000 Hühner, 200.000 Rinder, 34.000 Ziegen und 10.000 Schafe.[14]
- Imkerei: Der Distrikt ist einer der wichtigsten Honigproduzenten in Tansania. Jährlich werden 400 Tonnen Honig und 25 Tonnen Wachs erzeugt (Stand 2016).[15][13]
- Straßen: Die wichtigste Straßenverbindung ist die Nationalstraße T8. Sie durchquert den Distrikt von Süden nach Norden und verbindet die Regionshauptstadt Mbeya mit Singida im Norden.[16]

## Politik
Im Distrikt wird ein Distriktrat (District council) alle fünf Jahre gewählt. Den Vorsitz führt Bosco Mwanginde (Stand 2020)[veraltet].